# Миколайпільська сільська рада
| Миколайпільська сільська рада — колишній орган місцевого самоврядування у Костянтинівському районі Донецької області з адміністративним центром у с. Миколайпілля. Сільській раді підпорядковані населені пункти: - с. Миколайпілля |

## Склад ради
Рада складалася з 14 депутатів та голови.

## Керівний склад сільської ради
| ПІБ                       | Основні відомості                                                         | Дата обрання | Дата звільнення |
| ------------------------- | ------------------------------------------------------------------------- | ------------ | --------------- |
| Гуторов Микола Васильович | Сільський голова, 1955 року народження, освіта, член Партії регіонів      | 26.03.2006   | 31.10.2010      |
| Гуторов Микола Васильович | Сільський голова, 1955 року народження, освіта вища, член Партії регіонів | 31.10.2010   |                 |

Примітка: таблиця складена за даними джерела